# Saint-André-le-Coq
Saint-André-le-Coq é uma comuna francesa na região administrativa de Auvérnia-Ródano-Alpes, no departamento Puy-de-Dôme. Estende-se por uma área de 17,73 km². Em 2010 a comuna tinha 531 habitantes (densidade: 29,9 hab./km²).